# Nana Joseliani
Nana Joseliani  (gru. ნანა იოსელიანი) (Tbilisi, Gruzija, 12. veljače 1962.) je gruzijska šahovska velemajstorica. 
Rođena u Gruziji. Četverostruka prvakinja SSSR-a. Naslov velemajstorice (WGM) nosi od 1980. godine, a međunarodnog majstora od 1993. godine.
Sudionica osam šahovskih olimpijada. od 1980. do 2002., osvojivši pet puta zlato, dvaput sa SSSR-om (1980. i 1982.) i triput s Gruzijom (1992., 1994. i 1996.). Pojedinačni učinak Joseliani je 65 bodova iz 88 partija (+49, =32, -7).
Dvaput je natjecala se na turniru kandidatkinja za svjetsku šahovsku prvakinju. Godine 1988. bila je izazivačica prvakinji Maji Čiburdanidze i izgubila 8½ na prema 9½ (+2, =11, -3). Godine 1993. igrala je protiv Xie Jun i izgubila velikom razlikom, 2½ na prema 8½.
Igrala za Gruziju na svjetskom momčadskom prvenstvu 1997. godine, ostvarivši 1½/7 na 2. ploči.
Najviši rejting po Elou imala je srpnja 1997., 2520 bodova. Siječnja 2017. imala je FIDE rejting od 2475 bodova. 
Prekid sa šahom napravila je 2003. i posvetila se poduzetništvu u Pragu.

## Vanjske poveznice
- (engl.) Profil na FIDE
- (engl.) Profil i partije Chessgames.com